# Noriaki Asakura
Noriaki Asakura (jap. 朝倉 徳明, Asakura Noriaki; * 11. Mai 1973 in der Präfektur Shizuoka) ist ein ehemaliger japanischer Fußballspieler.

## Karriere
Asakura erlernte das Fußballspielen in der Schulmannschaft der Shizuoka Kita High School. Seinen ersten Vertrag unterschrieb er 1992 bei Shimizu S-Pulse. Der Verein spielte in der höchsten Liga des Landes, der J1 League. 1992 und 1993 erreichte er das Finale des J.League Cup. Für den Verein absolvierte er 14 Erstligaspiele. 1996 wechselte er zum Zweitligisten Consadole Sapporo. 1997 wurde er mit dem Verein Meister der Japan Football League und stieg in die J1 League auf. Für den Verein absolvierte er 18 Spiele. Ende 1997 beendete er seine Karriere als Fußballspieler.

## Erfolge
Shimizu S-Pulse
- J.League Cup

Finalist: 1992, 1993